# دينيس ثاتشر
السير دينيس ثاتشر البارونيت الأول (ولد في 10 مايو 1915 ومات في 26 يونيو 2003) هو رجل أعمال بريطاني تزوج من مارغريت ثاتشر رئيسة وزراء بريطانيا، وهو آخر من حصل على لقب البارونيت الوراثي من خارج الأسرة الملكية، وذلك في سنة 1990. ولد دينيس في منطقة ليويشام في جنوب مدينة لندن، ومات في مستشفى لِستير في وستمنستر وعمره 88 سنة.

## روابط خارجية
- دينيس ثاتشر على موقع IMDb (الإنجليزية)